# 木原信敏
木原 信敏（きはら のぶとし　1926年（大正15年）10月14日 - 2011年（平成23年）2月13日）は、日本の技術者、実業家。元ソニー専務。元ソニー木原研究所会長。創業者井深大に見出され、ソニー創成期の基礎技術を確立させる。東京通信工業時代からのソニー創成期メンバーの一人。

## 略歴
東京府豊多摩郡中野町（現在の東京都中野区）生まれ。東京府立第二中（現東京都立立川高等学校）を経て早稲田大学専門部工科機械科を卒業後、1947年東京通信工業（現：ソニー）に新卒採用1期生として入社。
1950年に日本最初のテープレコーダー、1964年にビデオテープレコーダー国産第一号機やベータ方式のVTR「ベータマックス」を開発。その他にも、電子スチルカメラ「マビカ」などの生みの親として知られる。1970年取締役、1982年専務に就任。
1988年に木原の業績を記念し、木原個人とソニーの共同出資で設立された「株式会社ソニー木原研究所」の社長に就任。各種画像処理・映像処理に関する最先端技術の研究開発・商品開発を手がけた。2000年、会長に就任。
1979年第1回エドゥアルト・ライン財団技術賞受賞。1982年IEEEデイヴィッド・サーノフ賞受賞、IEEEフェロー選出。1990年に紫綬褒章を受章。
2011年2月13日、急性心不全により死去。84歳没。

## 主な業績
- 1949年（昭和24年） - 日本初の磁気テープを開発
- 1950年（昭和25年） - 日本初の磁気テープレコーダーを開発
- 1951年（昭和26年） - ポータブルテープレコーダー開発
- 1955年（昭和30年） - 日本初のトランジスタラジオを開発
- 1956年（昭和31年） - トランジスタテレビを開発
- 1962年（昭和37年） - 世界初の放送用民生用ビデオテープレコーダーを開発
- 1965年（昭和40年） - 世界初の家庭用ビデオ・テープレコーダーを開発
- 1969年（昭和44年） - 世界初カラービデオカセットシステムを開発
- 1975年（昭和50年） - ベータマックスを開発
- 1980年（昭和55年） - 超小型ビデオムービー（8ミリ）を開発
- 1981年（昭和56年） - 電子スチルカメラ「マビカ」を開発
- 1982年（昭和57年） - カラービデオプリンター「マビグラフ」を開発

## 主なエピソード
- 木原と東通工（東京通信工業）との初めての接点は神田の電気街の露店だった。
- 建物が木造時代だった東通工の新入社員第一号である。機械科卒業だが、ラジオが作れる、電蓄を組み立てたことがある等、履歴書にはおよそ機械とは直接関係の無い電気のことばかりを書いた。
- 部品買いのため神田の電気街では知られた顔だった。
- 10本の指の関節を「マムシ指」に曲げることができ、手先が器用だった。子供の頃、柱時計を自作した。
- テレビ受像機を自作して、NHKの本放送開始前の試験放送を受信した。
- 通勤には役員駐車場をあてがわれ特別待遇を受けた。少しでも技術開発に時間を割いて欲しい井深の計らいであった。木原が思いついた試作品を作る為の職人が常勤した。
- 井深の案でスピーカーに使われるOPマグネットをすり潰して粉末にしテープに塗ったが、木原は磁性が強すぎるため失敗すると思い結果、ノイズしか出なかった。
- 井深のアイデアに機転を生かして、初めての磁性体塗布には狸の胸毛を使った。
- 磁性体を塗装屋が使うスプレーガンで紙テープに塗ったのはよいが、出来たばかりの新工場の床を真っ黒にしてしまい、拭いても取れず工場長に咎められた。
- 磁性体を細かい粉にする為の技術が知りたくて化粧品メーカにまで押しかけたがはぐらかされた。
- IBMがソニーの磁気テープを自社製造する為に払った特許料収入によってソニーが急成長する資金になった。
- 日本最初のテープ録音は木原の声で「本日は晴天なり」だった。
- モータが３つ必要だったテープレコーダのリールメカをコストダウンする為に、モータ１つとスリップするフリクションと特殊ギアの巧妙なメカを発明して、世界中で使われた。
- 揺れを打ち消しあうアンチローリングメカを開発し、テープレコーダーが歩きながら外で使えるようになるきっかけを作った。
- アメリカの録音テープの規格サイズを知らず、独自のテープ幅を作った。のちにアメリカのインチ規格を知ることになるが「そんないんちきは知らなかった」とつぶやいた。
- 高周波を聴き分ける“特技”でNHK『私の秘密』に出演した。普通の人間は2万ヘルツまでだが、3万ヘルツまで聴き分けた。
- 高齢になってからPCを弄り始めC++を学んでDOS用アプリケーションプログラムを自作した。
- 木原の結婚式の場で、師と仰ぐ井深より「木原君は金の卵を生むニワトリです」と祝辞を受けた。また井深は「今、皆様がお撮りになっている8mm（フィルム）を電子化するのは彼です」と言い、席上、木原は井深の先見性に驚くと共に、8ミリビデオ開発の原動力になったと述べている。
  - 後年、井深に「お約束どおり8ミリビデオを作ることができました」と開発報告をしている。

## 主な著書
- 『井深さんの夢を叶えてあげた』-ついに明かされた「ソニー」モノづくりの秘訣（経済界、2001年9月）
- 『ソニー技術の秘密』 (ソニーマガジンズ　1997年1月)
- 『ビデオ入門心得帖』（オーム社、1979年7月）
- 『ビデオ入門』（広済堂出版、 1977年12月）